# اريك غريفيثز
اريك غريفيثز (بالإنجليزية: Eric Griffiths)‏ هو عازف قيثارة وموسيقي بريطاني، ولد في 31 أكتوبر 1940 في Denbigh ‏ في المملكة المتحدة، وتوفي في 29 يناير 2005 في إدنبرة في المملكة المتحدة بسبب سرطان البنكرياس.

## وصلات خارجية
- اريك غريفيثز على موقع ميوزك برينز (الإنجليزية)